# Leonerasaurus
Leonerasaurus – rodzaj zauropodomorfa z kladu Anchisauria żyjącego we wczesnej jurze na terenach współczesnej Ameryki Południowej. Został opisany w 2011 roku przez Diego Pola i współpracowników w oparciu o niekompletny szkielet (MPEF-PV 1663) obejmujący przednią część prawej kości zębowej, pojedyncze zęby, kręgi szyjne, tułowiowe i krzyżowe, prawą łopatkę i prawą kość ramienną, obie kości biodrowe, prawą kulszową, niekompletną udową oraz połączone stawowo kości I i II śródstopia i paliczki paznokciowe. Skamieniałości te odkryto w promieniu około 1 m, a w pobliżu nie odnaleziono innych szczątków, dlatego prawdopodobnie należą one do jednego osobnika. Formacja Las Leoneras w argentyńskiej prowincji Chubut, z której wydobyto szkielet Leonerasaurus, jest przeważnie uznawana za dolnojurajską – datuje się ją na pliensbach–toark lub synemur–toark, choć Pol i współpracownicy stwierdzili, iż nie można z całą pewnością wykluczyć, że jej osady pochodzą z późnego triasu. Z badań Cúneo i współpracowników (2013) wynika, że osady, w których odkryto skamieniałości Leonerasaurus pochodzą z wczesnego pliensbachu.
Podobnie jak wiele innych bazalnych zauropodomorfów (prozauropodów) Leonerasaurus osiągał stosunkowo niewielkie rozmiary. Długość holotypu wynosi prawdopodobnie około 2,5 m, jednak nie był to osobnik w pełni dojrzały, choć bliski osiągnięcia dorosłości. Analizy histologiczne kości ramiennej oraz żebra sugerują, że osobnik zginął w wieku co najmniej sześciu lat. Leonerasaurus cechował się brakiem ząbkowań na mających niskie, łyżkowate korony przednich zębach, dwuwklęsłymi kręgami, niskim grzebieniem naramiennym nachylonym przyśrodkowo w dystalnej połowie oraz obecnością czterech kręgów krzyżowych.
Według analizy filogenetycznej przeprowadzonej przez Pola i współpracowników Leonerasaurus jest taksonem siostrzanym dla kladu obejmującego melanorozaura i zauropody (tzw. „czworonożnego kladu”), z którym łączy go obecność czterech kręgów krzyżowych. Wydłużenie drzewa o dwa stopnie w stosunku do najbardziej parsymonicznego skutkowałoby bardziej bazalną pozycją Leonerasaurus wśród zauropodomorfów – jako taksonu siostrzanego dla kladu obejmującego Melanorosaurus i Sauropoda oraz rodzaje Aardonyx i Anchisaurus lub siostrzanego dla któregoś z dwóch ostatnich rodzajów. Z anchizaurem łączą go dwie cechy nieznane u innych taksonów: krótkie przednio-tylne wydłużenie przyśrodkowego regionu wyrostka poprzecznego kręgu tułowiowo-krzyżowego oraz wyrostek przedpanewkowy kości biodrowej o wysokości co najmniej dwukrotnie przekraczającej jego głębokość. Jeśli Leonerasaurus nie jest taksonem siostrzanym dla kladu obejmującego melanorozaura i zauropody, oznaczałoby to, że obecność czterech kręgów krzyżowych wyewoluowała u niego niezależnie.
Nazwa Leonerasaurus pochodzi od formacji Las Leoneras, gdzie odnaleziono jego szczątki, oraz zlatynizowanego greckiego słowa sauros, oznaczającego „jaszczur”. Nazwa gatunkowa gatunku typowego, taquetrensis, odnosi się do Sierras de Taquetrén w środkowej Patagonii, gdzie formacja Las Leoneras przebija się na powierzchnię.